# Sonnie, de weggelopen roti-pannenkoek
Sonnie, de weggelopen roti-pannenkoek is een "omdraaikinderboek" van de Surinaamse schrijfster Diana Dubois, verschenen in 2008. Het boek is een kinderboek en receptenboek in een. Voor elke pannenkoek die Sonnie ontmoet, wordt een recept gegeven.

## Verhaal
Sonnie is een Surinaamse roti-pannenkoek, die nadat hij gemaakt is als enige roti-pannenkoek moet afkoelen op een bord. Omdat hij niet met de andere roti-pannenkoeken is opgestapeld, besluit hij weg te gaan om meer van de wereld te verkennen. Tijdens zijn avontuur ontmoet hij veel dieren in een bos, waaronder Vader Slang, het eerste dier dat Sonnie ontmoet en dat hem de weg naar het vliegveld wijst. Verder ontmoet hij Anansie de spin, die zoals altijd gemene streken uithaalt, en Jaap de eekhoorn, die Sonnie vertelt over de pannenkoekenwedstrijd. Bart de vos, Piet de haas en Paul de gans zorgen voor een amusant tafereel. Karel de papegaai en Peter de kraai zijn twee vogels die willen weten waarom een roti-pannenkoek niet kan vliegen. Zo komt Sonnie nog meer dieren tegen voordat hij het einde van zijn reis heeft bereikt.

## Recepten
Het receptengedeelte bestaat uit zeventig recepten voor pannenkoeken, poffertjes en flensjes uit veertig landen die Sonnie ontmoet: Galette uit Frankrijk, Okanomiyaki uit Japan, Bling uit Rusland en Fateer uit Egypte.